# Џони Тест
Џони Тест (енгл. Johnny Test) канадско-америчка је анимирана телевизијска серија. Серија је премијерно емитована 17. септембра 2005. у САД. Серија обухвата 117 епизода подељених у 234 сегмената.

## Радња
Џони је дечак који живи са две старије сестре близнакиње, Сузаном и Маром, које су генијалке и које често користе брата као заморче за своје експерименте, као и са родитељима чије су улоге замењене: мама ради, а тата има улогу домаћина. Џони има и љубимца, пса по имену Дуки коме су Џонијеве сестре усадиле људску интелигенцију те зато уме да говори.
Џони и његов пас често упадају у проблеме које после морају да решавају користећи изуме близнакиња, које обично нерадо пристају на сарадњу, али Џони је склон да их уцењује или манипулише њима на друге начине како би их убедио да му помогну.

## Улоге
| Пуно име               | Глас                                            |
| ---------------------- | ----------------------------------------------- |
| Џони Тест              | Ненад Стојменовић                               |
| Дуки                   | Марко Мрђеновић                                 |
| Сузана Тест            | Ивана Александровић Ивана Вукчевић (сезоне 4-5) |
| Мара Тест              | Андријана Оливерић Тасић                        |
| Тата Тест              | Марко Мрђеновић                                 |
| Мама Тест              | Андријана Оливерић Тасић                        |
| Евгеније „Блинг Блинг” | Томаш Сарић Ненад Хераковић (сезоне 4-5)        |
| Зизрар                 | Томаш Сарић Иван Зекић (сезоне 4-5)             |
| Удривоје               | Томаш Сарић                                     |
| Господин Бели          | Томаш Сарић Иван Зекић (сезоне 4-5)             |
| Господин Црни          | Милан Тубић Ненад Хераковић (сезоне 4-5)        |
| Гиле                   | Милан Тубић Иван Зекић (сезоне 4-5)             |
| Мозгосмрз              | Милан Тубић Марко Мрђеновић (сезоне 4-5)        |
| Цеца                   | Мариана Аранђеловић                             |
| Цецина мама            | Мариана Аранђеловић                             |